# Светско првенство у фудбалу за жене 2011. − група А
Група А ФИФА Светског првенства за жене 2011. била је једна од четири групе репрезентација које су се такмичиле на Светском првенству за жене 2011. и чиниле су је екипе из Немачке, Канаде, Нигерије и Француске. Утакмице су одигране 26. јуна, 30. јуна и 5. јула 2011. Два најбоља тима пласирала су се у нокаут фазу.

## Табела
| Pos | Тим       | О | П | Н | И | ГД | ГП | ГР | Бод. | Qualification                   |
| --- | --------- | - | - | - | - | -- | -- | -- | ---- | ------------------------------- |
| 1   | Немачка   | 3 | 3 | 0 | 0 | 7  | 3  | +4 | 9    | Квалификовала се за нокаут фазу |
| 2   | Француска | 3 | 2 | 0 | 1 | 7  | 4  | +3 | 6    | Квалификовала се за нокаут фазу |
| 3   | Нигерија  | 3 | 1 | 0 | 2 | 1  | 2  | −1 | 3    |                                 |
| 4   | Канада    | 3 | 0 | 0 | 3 | 1  | 7  | −6 | 0    |                                 |

## Утакмице

### Нигерија и Француска
| Нигерија | (0 : 1)  | Француска            |
| -------- | -------- | -------------------- |
|          | Извештај | - Мари-Лори Дели 56’ |

| Нигерија | Француска |

### Немачка и Канада
| Немачка                                     | (2 : 1)  | Канада                |
| ------------------------------------------- | -------- | --------------------- |
| - Керстин Гарефрекес 10’ - Селија Шашић 42’ | Извештај | - Кристин Синклер 82’ |

| Немачка | Канада |

### Канада и Француска
| Канада | (0 : 4)  | Француска                                                   |
| ------ | -------- | ----------------------------------------------------------- |
|        | Извештај | - Гаетан Тинеј 24’, 60’ - Камил Абили 66’ - Елоди Томис 83’ |

| Канада | Француска |

### Немачка и Нигерија
| Немачка            | (1 : 0)  | Нигерија |
| ------------------ | -------- | -------- |
| - Симон Лаудер 54’ | Извештај |          |

| Немачка | Нигерија |

### Француска и Немачка
| Француска                             | (2 : 4)  | Немачка                                                                  |
| ------------------------------------- | -------- | ------------------------------------------------------------------------ |
| - Мари-Лори Дели 56’ - Лора Жерже 72’ | Извештај | - Керстин Гарефрекс 25’ - Инка Грингс 32’, 68’ (пен.) - Селија Шашић 89’ |

| Француска | Немачка |

### Канада и Нигерија
У 22.13 по средњеевропском времену, у 72. минуту, меч је прекинут због нестанка струје на рефлекторима стадиона. Утакмица је настављена у 22:24 ЦЕСТ. Иако је протекло време првобитно било урачунато у извештај о утакмици,  ФИФА је касније изменила записник догађаја како би искључила прекид игре изазван нестанком струје. 
| Канада | (0 : 1)  | Нигерија              |
| ------ | -------- | --------------------- |
|        | Извештај | - Перпетуа Нквоча 73’ |

| Канада | Нигерија |